# Patrick van Deurzen

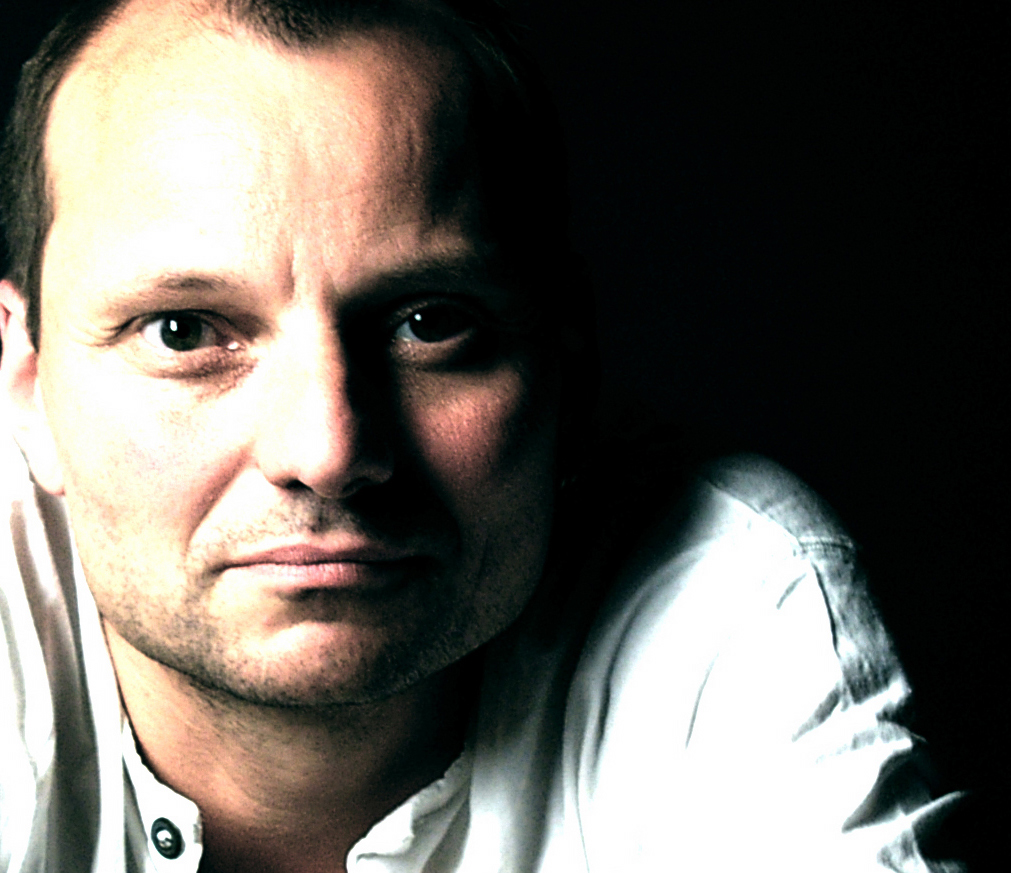
Patrick van Deurzen (2005)

Patrick van Deurzen (Eindhoven, 27 januari 1964) is een Nederlands componist. 

## Biografie
Patrick van Deurzen studeerde gitaar bij Dick Hoogeveen en Muziektheorie bij Peter-Jan Wagemans en Jan Kleinbussink aan het Rotterdams Conservatorium. Als componist is hij autodidact maar volgde instrumentatielessen bij Klaas de Vries met wie hij ook regelmatig werkoverleg heeft gehad. Daarnaast ook enkele compositie-lessen gekregen van Peter-Jan Wagemans. 
Hij is werkzaam geweest als gitarist, dirigent, zanger en hij schreef verscheidene artikelen over twintigste-eeuwse muziek. Werkte mee aan verschillende documentaires voor de NPS, o.a. over Schönbergs Mozes en Aaron en  Alban Bergs vioolconcert.
Op dit moment is hij actief als componist en doceert aan het Koninklijk Conservatorium in Den Haag en Codarts Rotterdam.
De gedachte dat associatie een eigenschap is die de mens uniek maakt vormt het uitgangspunt van Van Deurzens componeren. Muziek krijgt betekenis als het in een netwerk van associaties valt. In zijn werken bouwt Van Deurzen een dergelijk netwerk op door een dialoog aan te gaan met andere muziek. Als een hommage, maar ook om via andere composities bij een eigen taal te komen die herkenbaar blijft. Dit kan muziek van Monteverdi zijn, zoals in het vierde deel Lamento della... uit zijn strijkkwartet Seven (2006), maar ook Miles Davis in Six: a line is a dot that went for a walk (2007), of Tom Waits in Love Song (2009) en funkmuziek in het 4e deel van zijn Four solo's for Bass clarinet (2000-01). Vaak voegt van Deurzen ook teksten toe die door de musici uitgesproken moeten worden om op een ander niveau betekenis aan de compositie toe te voegen, zoals in zijn blaaskwintet Choral, Fugue & Prelude (2005) waar in ieder deel teksten uit Don Quichotte voorgedragen moeten worden.
In 2002 won hij het Tweede internationale compositiewedstrijd voor koormuziek in Hasselt (België) met Deux poèmes de Baudelaire voor koor a capella, uitgevoerd door het Vlaams Radio Koor.

## Werken
- Songs & Dances (2018 piano quatre mains)
- Songs & Dances (2018, Ensemble)
- Arie Rustico (2017, clarinet Bb en piano)
- Invisible Cities (2017, Cimbalom concerto, Cimbalom en orkest)
- Figures from the Garden of Earthly Delight (2015, cello en percussie)
- What is Beautifull is loved, and what is not is unloved (2014, piano solo)
- Drie Gedichten (2014, 3 gelijke stemmen)
- De Verkeerde man (2013, zang, fluit, althobo, trombone en percussie)
- De Brief (2012, zang en theorbe)
- Tornado (2011, Orkest. Strijkers, 2 hobo's, 2 hoorns)
- Monologue (2011, Cello)
- Turris Babel (2010, Vijf vrouwenstemmen, stenen, stokken en water; tekst van Athanasius Kircher en de Bijbel)
- Drie Liederen (2010, Zang en Gitaar; op gedichten van Marianne Grootenboer)
- Improvising on Bach's Prelude in C minor (2009, Piano)
- Love Song (2009, Vijf mannenstemmen en strijkkwartet)
- Turris Babel (2009, voorstudie, vijf vrouwenstemmen)
- Les Tènébres (2008, Zang, piano en film (optioneel); op een gedicht van Baudelaire)
- Wahnbrot, sechs chorstücke nach Paul Celan (2008 , Gemengd koor)
- If I were God (2007, Gemengd koor, altviool en cello; op een gedicht van Astrid Lindgren)
- Thank God Sylvia! We're alive! (2007, Orkest. Strijkers en Percussie)
- Geheime Tuin (op gedichten van Hendrik de Vries) (2007, twee sopranen, sopraan-/altsax, harmonium, slagwerk)
- Seven (2006, Strijkkwartet)
- ceux qui sont venus du ciel (2006, A-clarinet)
- Six: a line is a dot that went for a walk (2006, Flugelhorn, Slagwerk, Contrabas)
- Choral, Fugue e Prelude (2005, Blaaskwintet)
- Eight scenes from Alice (2005, vrouwenkoor, slagwerk)
- Hoornconcert: Langs de Randen van de Nacht (2005, Hoorn, Strijkers, harp, slagwerk)
- Three (2005, Viool, Hoorn, slagwerk)
- Duo (2002, Klarinet, hobo)
- Cantigas d'amor (2001, Zang, Piano)
- Four solo's for Bass clarinet (2001, Basklarinet)
- Deux poèmes de Baudelaire (2001, gemengd koor)